# Aureo Bis Mas de Xaxars
Aureo Bis Mas de Xaxars (Barcelona, 23 de noviembre de 1862 - Barcelona, 19 de agosto de 1907) fue un arquitecto español. Se trata de un miembro típico de la burguesía de la Barcelona del siglo XIX. Su obra arquitectónica, mayoritariamente casas particulares, figura entre la extensa producción de edificios para burgueses de Barcelona y alrededores de finales del siglo XIX y principios del XX, coincidiendo con la expansión de la ciudad mediante la creación del Ensanche y la anexión de municipios colindantes como San Gervasio de Cassolas o Gracia. Esta arquitectura burguesa recoge, en un estilo ecléctico, las tendencias artísticas del siglo XIX como el neoclasicismo, el historicismo, el romanticismo, el neogótico y el modernismo. 

## Biografía
Aureo Bis Mas de Xaxars nació, vivió y murió en Barcelona. Falleció en su domicilio el 19 de agosto de 1907 a consecuencia de una congestión y hemorragia cerebral, sin haber mostrado antes ningún síntoma de enfermedad. Habiendo muerto con la edad relativamente temprana de 44 años,
Hijo de Andrés Avelino Bis y Petit, teniente de alcalde y consejero del Ayuntamiento de Barcelona, y Aurea Mas de Xaxars i Rosés, junto a su hermano único Domingo Bis Mas de Xaxars, el arquitecto pertenecía a la nueva burguesía barcelonesa del siglo XIX. Vivía en la Derecha del Ensanche, en el segundo piso del número 6 de la calle Lauria. Contrajo matrimonio con Modesta Planella Ferrer, con la que tuvo tres hijos: Andrés Avelino Bis y Planella, que será alcalde de San Felíu de Codinas entre 1939 y 1940, José Maria Bis y Planella y Carmen Bis y Planella.
Su afición al ciclismo y su dedicación a la beneficencia lo sitúan como un hombre propio de su tiempo, puesto que son una muestra de su participación en los círculos y ambientes sociales habituales de la burguesía. Por lo que respecta al ciclismo, el año 1901 es nombrado Delegado en el Congreso de la Unión Velocipédica Española (UVE) y participa como juez de diversas pruebas de ciclismo, incluyendo las pruebas de 50 kilómetros organizadas por la UVE en abril de 1901. En el campo de la beneficencia, es voluntario en la Cruz Roja desde 1895 hasta el día de su muerte. En 1906, un año antes de su fallecimiento, es nombrado vicepresidente primero de la Comisión provincial de la Cruz Roja.
Era un hombre humilde que trataba con el mismo respeto a aquellos que estaban encima de él en el rango profesional como aquellos que estaban por debajo, por lo que todo el mundo le tenía mucho aprecio. Entre sus amistades destaca Gabriel Borrell, condiscípulo suyo en los estudios de Arquitectura y amigo durante el resto de su vida hasta el punto que fue éste quien redactó la nota necrológica que el Anuario de la Asociación de Arquitectos le dedicó el año de su muerte.

### Trayectoria académica y profesional
Aureo Bis Mas de Xaxars cursó “Enseñanza Profesional de Dibujo, Pintura, Escultura y Grabado” en la Escuela de la Llotja durante los años 1879 y 1880. Posteriormente, empezó los estudios de arquitectura en la Escuela Técnica Superior de Arquitectura de Barcelona (ETSAB), de dónde recibió el título de arquitecto en 1889.
En octubre de 1889, fue nombrado Jefe Subalterno del Cuerpo de Bomberos de Barcelona, cargo que ocupó hasta su muerte. Ejerció este cargo, como todo aquello que hacía, con un gran compromiso y fuerza de voluntad, sin regatear sacrificios para acudir con presteza al lugar del peligro en los casos de inciendio. Además era muy apreciado entre los integrantes del Cuerpo de Bomberos. El 22 de abril de 1893, fue nombrado arquitecto municipal de San Gervasio de Cassolas, entonces municipio independiente. En posesión de este cargo realizó múltiples obras municipales y para particulares. En 1897, cuando San Gervasio se anexionó a la ciudad de Barcelona, fue nombrado ayudante de las oficinas de Vialidad del Ayuntamiento de Barcelona, cargo que ocupó hasta su muerte y donde trabajó en distintas secciones, fue interino en la jefatura de la sección de parcelas y realizó importantes proyectos.
Aunque titulado en arquitectura, desde los inicios, su vida profesional estuvo caracterizada por la coexistencia de su actividad como arquitecto y su cargo en el Cuerpo de Bomberos de Barcelona.

## Obra

### Como dibujante y diseñador

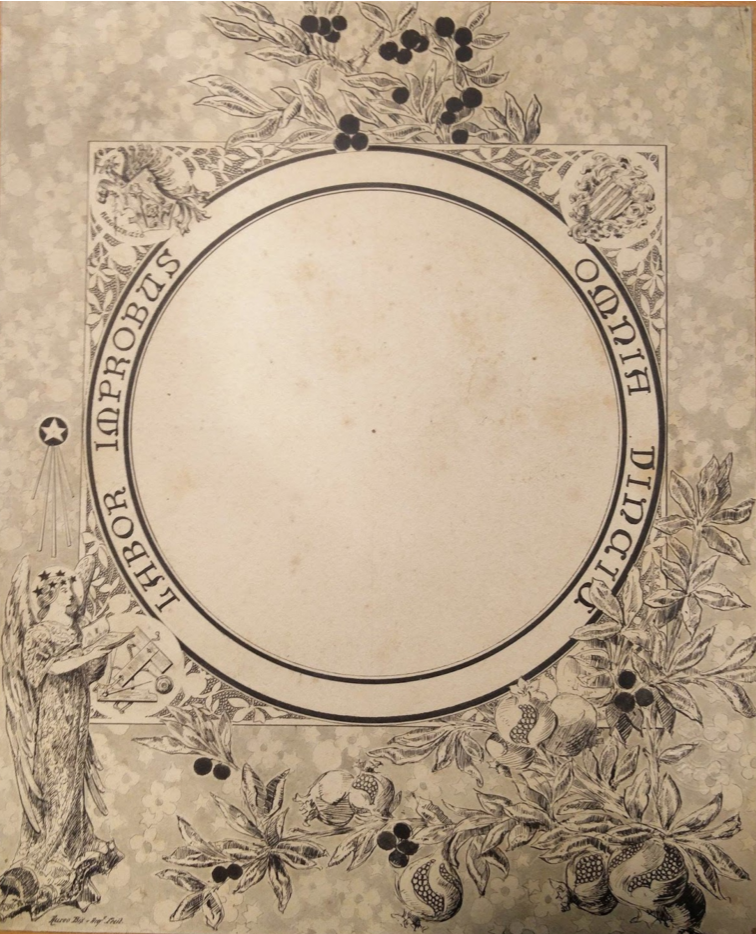
Grabado de Aureo Bis. Con este diseño se enmarcaban los retratos de los presidentes de la Asociación de Arquitectos de Cataluña en las orlas.

Partiendo de la formación académica pictórica recibida en la Escuela de la Llotja en 1879 y 1880, Aureo Bis Mas de Xaxars realizará diferentes proyectos de dibujo y diseño. Tenía una gran afición y aptitud en el manejo del lápiz y la pluma, distinguiéndose sus dibujos por su pulcritud y pureza de líneas, lo cual se aprecia también en sus planos de arquitectura. Además tenía facilidad de concebir toda clase de motivos decorativos y sentía intuitivamente la armonía de los colores de sus diseños y composiciones. Hacía eventualmente portadas de libros, pergaminos, tarjetas, ilustración de revistas, muebles y otros objetos artísticos, incluso expuso alguna pintura. No obstante, las únicas referencias concretas de sus obras de este tipo que se conocen son las siguientes:
- Su diseño de la bandera, el escudo y el uniforme del Cuerpo de Bomberos de Barcelona ganará el concurso realizado entre miembros de las oficinas municipales.[3][15]
- En 1897 diseñó una placa honorífica de plata que la Comisión de la Asociación de la Cruz Roja, integrada por él mismo y por Joan Maluquer y Viladot, entregaría a Josep Comas y Masferrer, delegado provincial de la Asociación de la Cruz Roja, como testimonio a su dedicación a la misma.[16]
- Realizó un grabado con motivos vegetales y florales, que era usado para enmarcar los retratos de los presidentes de la Asociación de Arquitectos de Cataluña en las orlas.[17]

### Como arquitecto
En posesión de ambos cargos como arquitecto realizó tanto obras municipales como obras para particulares. Entre las obras municipales destacan:
- El levantamiento del plano general de San Martín de Provensals.
- El levantamiento del plano de la parte alta de San Gervasio hasta el Tibidabo.
- El proyecto de la Carretera del Carmelo a la Travessera de Dalt o Plaza de la Fuente Castellana.
- El proyecto de urbanización de los terrenos de la plaza Lesseps[18]

Sin embargo, su obra es más extensa en el ámbito de las obras para particulares. Hizo los cobertizos y las cercas de muchos solares, los planos de emplazamiento de varios edificios residenciales del Ensanche y otros barrios de Barcelona y reformas de fachada de unos cuantos más. Dejando atrás estas intervenciones menores, sus obras son las que se muestran en la siguiente tabla: 
| Año  | Edificio                                                                       | Población                                                 | Ubicación                                                                    | Notas | Estado | Imagen |
| ---- | ------------------------------------------------------------------------------ | --------------------------------------------------------- | ---------------------------------------------------------------------------- | --- | --- | ------ |
| 1892 | Casa particular (propiedad de Magín Mir)                                       | Barcelona (Antiguo municipio de San Gervasio de Cassolas) | Antigua calle Mina, en la parte posterior de la calle Diputación, número 70. | | Inexistente |        |
| 1893 | Escuela pública                                                                | Barcelona (Antiguo municipio de San Gervasio de Cassolas) | Calle Santaló                                                                | El edificio constaba de toda una zona destinada a ser el espacio de la escuela, en la parte derecha; y toda otra parte que constaba de un salón, una sala, un dormitorio, una cocina, una alcoba y un pozo, en la parte izquierda. | Desconocido |        |
| 1895 | Casa particular                                                                | Barcelona (Antiguo municipio de Gracia)                   | Calle Diluvio                                                                | Casa particular de tres pisos. Aureo Bis Mas de Xaxars se ocupó de la fachada y la planta de los pisos. | Inexistente |        |
| 1897 | Pisos particulares (propiedad de J. Roig)                                      | Barcelona                                                 | Antigua calle Ancha con calle San Felipe                                     | Aureo Bis Mas de Xaxars se ocupó de la fachada y la planta de los pisos. | Desconocido |        |
| 1898 | Casa particular (propiedad de José Monso)                                      | Barcelona                                                 | Calle Fernando Puig                                                          | Aureo Bis Mas de Xaxars se ocupó de los planos de los pisos y la fachada | Desconocido |        |
| 1899 | Casa particular (propiedad de Magin Campmany)                                  | Barcelona                                                 | Calle Jesús María con calle Vendrell                                         | Aureo Bis Mas de Xaxars se encargó de la fachada y la planta de los pisos | Inexistente |        |
| 1899 | Casa particular (propiedad de Francisco Ponsa)                                 | Barcelona                                                 | Calle Dominicos, 10                                                          | Aureo Bis Mas de Xaxars se encargó de la fachada y la planta de los pisos | Se ha construido un edificio en su lugar, pero planta baja mantiene parte de la estructura de la fachada original                                                                                            |        |
| 1899 | Casa particular                                                                | Barcelona                                                 | Calle Progreso                                                               | Aureo Bis Mas de Xaxars se encargó de la fachada y la planta de los pisos | Inexistente |        |
| 1899 | Casa particular (propiedad de Josefa Ràfuls Mas)                               | Barcelona                                                 | Calle El Vendrell 13, con calle Dominicos                                    | Aureo Bis Mas de Xaxars se encargó de la planta y la fachada de la casa. | Se conserva intacta la estructura del edificio. No obstante la mayor parte de la decoración de estuco que diseñó Bis no se conserva ya en la fachada. Actualmente acoge la pequeña escuela infantil Decroly. |        |
| 1900 | Casa particular (propiedad de José Sanromá)                                    | Barcelona                                                 | Calle Hurtado                                                                | Aureo Bis Mas de Xaxars se encargó de la fachada y la planta de los pisos | Desconocido |        |
| 1901 | Casa Cascante                                                                  | Badalona                                                  | Calle Canónigo Baranera, 115                                                 | Bien cultural de interés local de Badalona. Concebido como la segunda residencia de una familia barcelonesa. Mezcla rasgos estilísticos neorománicos y románticos con elementos neogóticos en la fachada, con un aire precedente del modernismo de la época. Desde 1936 fue la sede de la Cámara Oficial de Propiedad Urbana de Badalona | Renovado el exterior y el interior, acoge actualmente un restaurante |        |
| 1901 | Can Busquets o Casa Josep Busquets (propiedad de la familia Busquets - Galera) | Badalona                                                  | Calle San Felipe y de Rosés, 41- 43                                          | Vivienda unifamiliar "a la inglesa". Fachada principal modernista de un esteticismo neogótico. | El exterior del edificio se mantiene prácticamente igual respecto a los planos del arquitecto |        |
| 1903 | Capilla                                                                        | Barcelona                                                 | Calle Santaló, 72                                                            | Aureo Bis Mas de Xaxars se encargó de la planta, la fachada y las secciones de la capilla | En el mismo emplazamiento se encuentra ubicada una capilla con distinta fachada |        |
| 1905 | Casa Joan Gelat                                                                | Barcelona                                                 | Calle Septimania, 54                                                         | | Reformado por dentro y por fuera. |        |
| 1905 | Casa Jordi Cuixart                                                             | Barcelona                                                 | Calle Zaragoza, 94                                                           | | El exterior del edificio se mantiene prácticamente igual respecto a los planos del arquitecto |        |
| 1906 | Dos casas particulares anexas (propiedad de José Marimón)                      | Barcelona                                                 | Calle Romaní con Baja de Gironella                                           | Las casas constaban de un piso superior. La parte posterior de la planta baja debía servir de vivienda, y daba a un jardín ubicado en la parte de atrás de los edificios. Mientras que la parte inmediatamente anterior debía servir de tienda.                                                                                          | Desconocido |        |

### Estilo
La obra de Aureo Bis ilustra el gusto ecléctico característico de la arquitectura de finales del siglo XIX en Cataluña, que mezclaba los estilos historicista, neoclásico, neogótico y modernista. Su formación pictórica se puede apreciar en el gusto por los adornos vegetales y florales de estuco que muchos de sus edificios tienen sobre su funcional y básica forma poliédrica. A menudo disimula la forma rectangular de ventanas y fachadas con marcos o encabezamientos curvilíneos, también de estuco, de influencia Art Nouveau y modernista. Algunos de sus edificios también experimentan con ventanas de un estilo neogótico o capas de disimulado relieve ladrillado que recuerdan a la arquitectura medieval. Se trata de un arquitecto muy decorativista, que sigue siempre la misma línea estilística que la extensa producción arquitectónica de su tiempo.